# 임성고
임성고(任聖皐, 1773년 ~ 1850년)는 조선후기 어영대장, 훈련대장, 형조판서 등을 역임한 무신, 본관은 풍천(豊川). 자는 중안(仲岸), 호는 우연옹(偶然翁). 아버지는 통제사 임율(任嵂)이다.
1795년(정조 19) 무과에 급제, 1808년(순조 8) 흥덕현감을 지냈다.
1811년 홍경래(洪景來)의 난이 일어났을 때 박천군수로 재임중 박천을 점령당하여 인부(印符)를 가지고 안주로 가려다가 노모가 적에게 잡히자 돌아와 포박당하였다.
끝까지 항복하기를 거부하고 세록지신(世祿之臣)주 01)으로 절개를 지켰으며 백성들의 요구로 죽음은 면하였다.
난이 평정된 뒤 철원부사를 거쳐 1835년(헌종 1) 삼도우군통제사 겸 수군절도사, 1837년 함경북도병마수군절도사를 역임하고 내직으로 옮겨 좌변포도대장·금위대장·한성부판윤·어영대장·훈련대장 등을 거쳐 형조판서에 이르렀다. 시호는 처음에 무의(武毅)였으나 충정(忠貞)으로 개시(改諡)되었다.